# اوکتادسن
اوکتادسن (به انگلیسی: Octadecene) یک ترکیب شیمیایی با شناسه پاب‌کم ۸۲۱۷ است. شکل ظاهری این ترکیب، مایع شفاف است.